# Phytomyza chloophila
Phytomyza chloophila är en tvåvingeart som beskrevs av Erich Martin Hering 1951. Phytomyza chloophila ingår i släktet Phytomyza och familjen minerarflugor.
Artens utbredningsområde är Tyskland. Inga underarter finns listade i Catalogue of Life.